# Lathrophytum peckoltii
Lathrophytum peckoltii är en tvåhjärtbladig växtart som beskrevs av August Wilhelm Eichler. Lathrophytum peckoltii ingår i släktet Lathrophytum och familjen Balanophoraceae. Inga underarter finns listade i Catalogue of Life.